# František Pravda
František Pravda, vlastním jménem Vojtěch Hlinka (17. dubna 1817, Nekrasín – 8. prosince 1904, Hrádek) byl český katolický kněz, autor povídek.

## Životopis

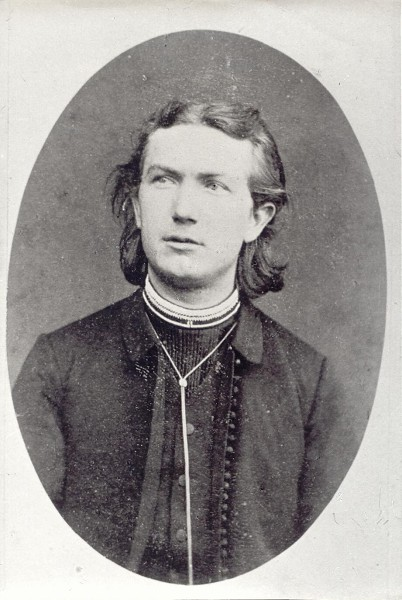
Vojtěch Hlinka v 19 letech

Dětství strávil na statku „U Hajných“ v Nekrasíně, nedaleko od Nové Včelnice (tehdy nazývané Nový Etynk), v níž taktéž navštěvoval školu. Vystudoval gymnázium v Jindřichově Hradci a poté filosofii v Praze. Bohosloví začal studovat ve Vídni. Po roce studia přešel do pražského semináře. Seznamoval se s myšlenkami sociálního myslitele Bernarda Bolzana.
Po vysvěcení působil jako kaplan, v Kvílicích u Slaného a Jarošově. Od 7. října 1847 byl vychovatelem ve šlechtické rodině barona Sturmfedera v Hrádku. Zde žil a pracoval do konce svého života. Zemřel po krátké nemoci 8. prosince 1904, pohřeb se konal 12. prosince a zúčastnilo se jej velké množství lidu všech společenských vrstev. Pochován je na zdounském hřbitově u Sušice.
Jeho život v Hrádku připomíná pamětní deska na domě, kde žil (dnes je zde budova pošty), rovněž je pamětní deskou připomenut na domě v Panské ulici v Jindřichově Hradci, kde žil jako student. Jeho jméno také nesou knihovny v Hrádku a v Jarošově nad Nežárkou (Pravdova knihovna).

## Dílo

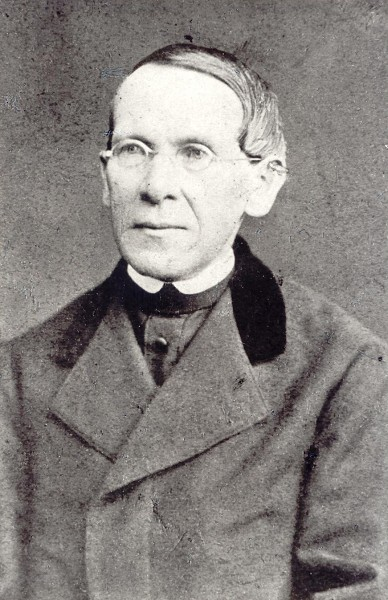
František Pravda v 55 letech

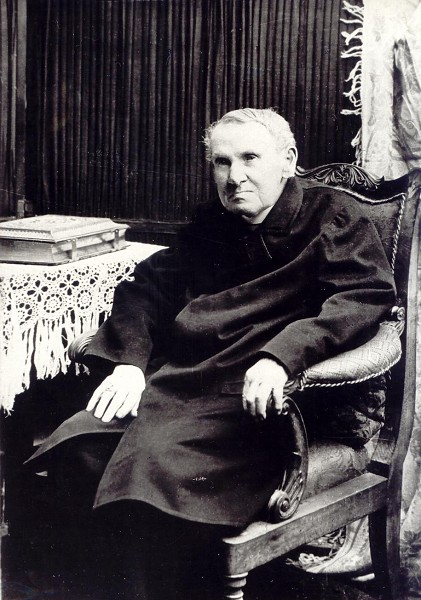
František Pravda osmdesátiletý

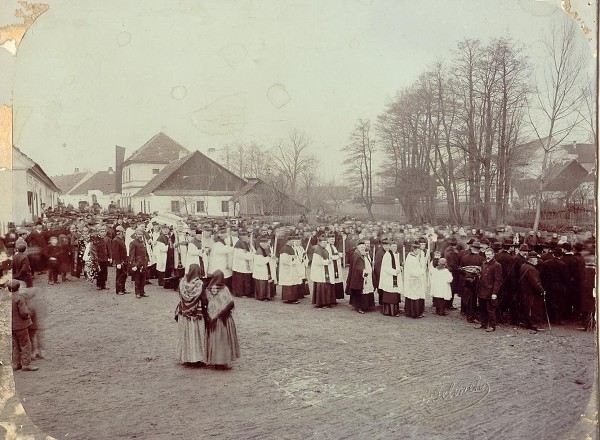
Pohřeb 12. 12. 1904

Psal česky psané povídky v duchu katolické morálky a s důrazem na křesťanské hodnoty. Do svých povídek vkládal národnostní a buditelské tendence. Jeho dílo bylo u jeho současníků, prostých čtenářů, velmi oblíbené. Později jeho dílo upadlo v zapomnění. Knižně bylo vydáno přes 150 jeho spisů.

### Povídky
- povídky v časopisech Poutník, Lumír, Posel z Prahy…
- povídky v kalendářích Perly české, Pečírkův kalendář, Zábavník učitelský…
- Povídky z ráje
- Františka Pravdy Sebrané povídky pro lid
- Františka Pravdy Sebrané spisy

### Online dostupné
- PRAVDA, František. Ženské srdce. Olomouc: V. Žirovnický, 1862. Dostupné online.